# Scopolin
Scopolin ist ein natürlich vorkommendes Glucosid mit dem Aglycon Scopoletin.

## Vorkommen

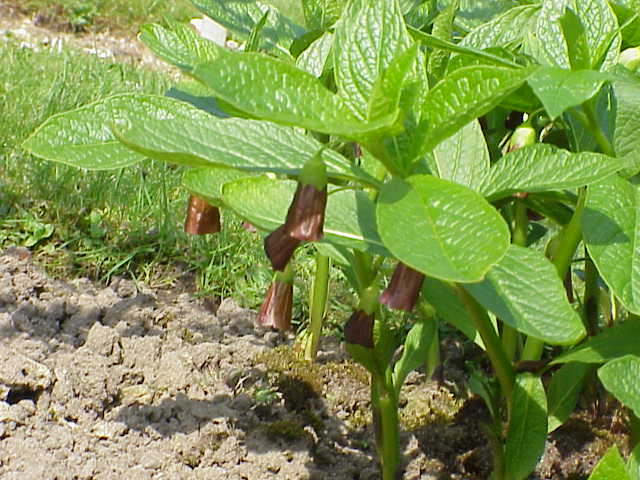
Krainer Tollkraut (Scopolia carniolica)

Scopolin kommt in vielen Pflanzen vor, darunter Tabak, Sonnenblumen, im Krainer Tollkraut im Maniok und in der Himmelblauen Prunkwinde. Scopolin und sein Aglycon kommen außerdem in den Wurzeln von Arabidopsis thaliana vor. Die Pflanze enthält mehrere Glucosidasen mit einer hohen Spezifität für Scopolin.

## Biosynthese
Die Biosynthese von Scopoletin in Maniok wurde intensiv untersucht. (E)-Zimtsäure, die aus Phenylalanin entsteht, ist hier ein Vorläufer von Scopoletin und dem Glucosid Scopolin. Diese wird enzymatisch zur (Z)-Zimtsäure isomerisiert. In Tabak verläuft die Biosynthese ausgehend von Phenylalanin vermutlich über die Coenzym-A-Addukte der Kaffeesäure, Ferulasäure und 6'-Hydroxyferulasäure. Der direkte Vorläufer ist Scopoletin.

## Biologische Bedeutung
Scopolin und das Aglycon Scopoletin sind wichtige Phytoalexine in Pflanzen. Scopolin ist der biosynthetische Vorläufer von Fabiatrin. Die Biosynthese von Scopolin in verschiedenen Pflanzen nimmt in Stresssituationen zu, z. B. bei Sonnenblumen unter UV-Strahlung, in Tabak bei Mangel an Stickstoff oder Bor oder durch Einwirkung von Methyljasmonat und sowohl bei Tabakpflanzen als auch bei Sonnenblumen durch Einwirkung von 2,4-Dichlorphenoxyessigsäure. Auch Pilzinfektionen können zu verstärkter Biosynthese von Scopolin in Tabak führen. Scopolin wirkt fungizid gegen Sclerotina sclerotiorum (Gattung Sklerotienbecherlinge) und Sonnenblumen, die bei einer Infektion verstärkt Scopolin produzierten, waren deutlich resistenter als andere. Ebenso wurde bei der Himmelblauen Prunkwinde nachgewiesen, dass sie nach einer Pilzinfektion mit Fusarium oxysporum Scopoletin und Scopolin akkumuliert.

## Eigenschaften
Scopolin wurde in silico als möglicher Inhibitor der Acetylcholinesterase identifiziert. Die Wirkung hat sich bei Versuchen in vitro und in vivo (an Ratten) bestätigt.

## Externe Links zu erwähnten Verbindungen
1. ↑  Externe Identifikatoren von bzw. Datenbank-Links zu 6'-Hydroxyferulasäure:  CAS-Nr.: 1456512-03-0, PubChem: 90657637, Wikidata: Q125381800.